# ラ・バンバ
「ラ・バンバ」（ラバンバ、La Bamba）は、メキシコの民謡を元にした楽曲。1950年代から1980年代にかけて様々なアーティストにより世界的にヒットした。

## 民謡
元々は、メキシコのベラクルスで300年以上昔から歌われていたもので、メキシコ民族音楽とキューバのソンがベラクルスで独自に発展した「ソン・ハローチョ（son jarocho）」と呼ばれる音楽の一つである。スペインのフラメンコやアフリカ系メキシコ人のリズムなどを取り入れており、バイオリン・ハラナ・ギター・ハープなどを用いて演奏される。
民族音楽としてのラ・バンバは、ベラクルスの結婚式でよく演奏されていたが、現在では伝統芸能として演奏されることはあるものの、一般の結婚式で演奏されることはほとんどない。結婚式では、この演奏とともに、赤く長いリボンを用いた踊りが踊られていた。
「ラ・バンバ」という名前は、スペイン語の動詞 bambolear（「ゆらめく」「よろめく」などの意）によると考えられている。なお、「バンバ」という地名はアンゴラ・コンゴ民主共和国などのアフリカに多く見られるが、これらとの関係を指摘するものもいる。

## ヴァレンスのラ・バンバ
1987年の映画『ラ★バンバ』公開以後、世界的に良く知られているヴァージョンのラ・バンバは、1958年にメキシコ系アメリカ人の歌手、リッチー・ヴァレンスによるものが元になっている。これは、上記のソン・ハローチョのものをロックンロール調にアレンジしたもので、初期ロックンロールを代表する曲と言われるほどの大ヒットソングであった。
「ドナ」のB面曲として発表。ヴァレンスの死後、全米22位を記録した。
「ローリング・ストーンの選ぶオールタイム・グレイテスト・ソング500」において354位、これは英語以外の歌詞では唯一のランクインある。

## ロス・ロボスのラ・バンバ
1987年7月、ヴァレンスの伝記映画『ラ★バンバ』の主題歌として、ロス・ロボスが「ラ・バンバ」をカバーした。
ロス・ロボスは約30年ぶりに「ラ・バンバ」を大ヒットさせることとなった。アメリカのビルボード誌の集計でシングル全米1位となったのを皮切りに、オーストラリア、フランス、アイルランド、イタリア、ニュージーランド、スイス、イギリスなどでも、ヒットチャートの1位を獲得するに至った。
数多くある「ラ・バンバ」の中で、ビルボードのシングルチャートで1位になったのは、このロス・ロボスのヴァージョンのみである。同チャートでのヴァレンスのヴァージョンは最高位22位であった。

## その他のバージョン
1962年のトーケンズや1966年のトリニ・ロペス、その後もジョーン・バエズ（『Joan Baez in San Francisco』）、ヤングブラッズ、ボビー・ダーリン、ダスティ・スプリングフィールド、ザ・フォーク・クルセダーズ、ニール・ダイアモンド、ジョニー・リヴァース、ニュー・ライダース・オブ・ザ・パープル・セイジらがカバーしている。ブルース・スプリングスティーンは「Human Rights Concerts 1988」出演時、「ツイスト・アンド・シャウト」と「ラ・バンバ」が渾然一体となった曲を演奏した。
日本では、金井克子が1967年の第18回NHK紅白歌合戦で歌唱。菅原洋一は、1987年の第38回NHK紅白歌合戦で歌唱、後に2012年発表のアルバム『ビューティフルメモリー〜我が心の歌〜 -80才の私からあなたへ-』に収録した。Dragon Ashは、2008年発表のシングル「Velvet Touch」のカップリング曲としてカバー、同曲は後に2009年発表のアルバム『FREEDOM』にも収録。

## 歌詞
歌詞は歌い手によって様々に変化するが、代表的な歌詞は以下の通りである。
```
Para bailar la Bamba
Para bailar la Bamba
Se necesita una poca de gracia
Una poca de gracia y otra cosita
Y arriba y arriba, Y arriba y arriba
Por ti seré, por ti seré, por ti seré
Yo no soy marinero.  Yo no soy marinero.
Soy capitán.  Soy capitán.  Soy capitán.
Bamba, bamba...
```

日本語訳
```
ラ・バンバを踊るなら、
ラ・バンバを踊るなら、
上品さはちょっとでいいんだ
ちょっとだけ品がよくって、あとはそうだな、
上へ、上へ、上へ、上へ
君のためなのさ、君のためなのさ、君のためなのさ
僕は水夫じゃないよ、僕は水夫じゃないよ
船長さ、船長さ、船長さ
バンバ、バンバ...
```

なお、ヴァレンスは"y otra cosita"の部分を"pa' mi, pa' ti"（"para mi, para ti"の略で「僕のため、君のため」の意）と歌っているため、カラオケなどではこの歌詞で紹介されることが多い。